# Liga Portugal Copa Ibérica
A Liga Portugal Copa Ibérica foi uma prova amigável de pré-época criada em 2019 pela Liga Portugal em conjunto com a La Liga que colocou em campo duas equipas da Liga Portugal e duas equipas da La Liga.
O clube vencedor foi o FC Porto.

## Vencedores
| Edição | year | Vencedor | Vice   | Resultado | Terceiro Lugar | Quarto Lugar | Resultado | Ref.                |
| ------ | ---- | -------- | ------ | --------- | -------------- | ------------ | --------- | ------------------- |
| I      | 2019 | FC Porto | Getafe | 2–1       | Real Bétis     | Portimonense | 2–1       | [carece de fontes?] |

## Performances por clubes
| Clube        | Campeão  | Vice-campeão | Terceiro | Quarto   |
| FC Porto     | 1 (2019) |              |          |          |
| Getafe       |          | 1 (2019)     |          |          |
| Real Bétis   |          |              | 1 (2019) |          |
| Portimonense |          |              |          | 1 (2019) |

## Performances por países
| País     | Campeão | Vice-campeão | Terceiro | Quarto |
| Portugal | 1       |              |          | 1      |
| Espanha  |         | 1            | 1        |        |